# Liste der Naturdenkmale in Sachsen
Die Liste der Naturdenkmale in Sachsen stellt die in Sachsen geschützten Naturdenkmale dar. Aufgrund der Menge, der Zuordnung zu den einzelnen  Landkreisen und kreisfreien Städten sowie der verschiedenen Arten werden diese in den im Folgenden aufgeführten Einzellisten geführt. Die Kategorien richten sich dabei nach den IUCN-Kategorien III und werden in Flächennaturdenkmale, Geotope und Naturdenkmale (Einzelobjekte) unterschieden.

„Naturdenkmäler sind rechtsverbindlich festgesetzte Einzelschöpfungen der Natur oder entsprechende Flächen bis zu fünf Hektar, deren besonderer Schutz erforderlich ist
1. aus wissenschaftlichen, naturgeschichtlichen oder landeskundlichen Gründen oder
2. wegen ihrer Seltenheit, Eigenart oder Schönheit.“

„§ 18 – Naturdenkmäler – (zu § 28 BNatSchG)
(1) Die Erklärung nach § 22 Abs. 1 BNatSchG von Teilen von Natur und Landschaft als Naturdenkmal erfolgt durch Rechtsverordnung oder Einzelanordnung.
(2) Über § 28 Abs. 1 BNatSchG hinaus können Naturdenkmäler zur Sicherung von Lebensgemeinschaften oder Lebensstätten von im Bestand gefährdeten oder streng geschützten Arten festgesetzt werden.“

## Liste
| Landkreis / Stadt                | Liste der Naturdenkmale im:                | Listenart:    | FND:    | Geotop:  | ND:     | Gesamt: |
| -------------------------------- | ------------------------------------------ | ------------- | ------- | -------- | ------- | ------- |
| Bautzen                          | Landkreis Bautzen                          | Ortslisten    | ca. 420 | 17       | ca. 330 | ca. 767 |
| Chemnitz                         | Chemnitz                                   | sortiert      | 50      | ?        | 13      | 63      |
| Dresden                          | Dresden                                    | unsortiert    | 55      | ?        | 87      | 142     |
| Erzgebirgskreis                  | Erzgebirgskreis                            | Ortslisten    | 311*    | -        | -       | -       |
| Görlitz                          | Landkreis Görlitz                          | Ortslisten    | 154     | ?        | 261     | 415     |
| Leipzig                          | Leipzig                                    | sortiert      | 14      | 10       | 177     | 201     |
| Leipzig                          | Landkreis Leipzig                          | in Arbeit     | 122*    | -        | -       | 446     |
| Meißen                           | Landkreis Meißen                           | Ortslisten    | 149     | ?        | 184     | 333     |
| Mittelsachsen                    | Landkreis Mittelsachsen                    | Ortslisten    | 214     | ?        | 89      | 303     |
| Nordsachsen                      | Landkreis Nordsachsen                      | Ortslisten    | 100     | 17       | 146     | 263     |
| Sächsische Schweiz-Osterzgebirge | Landkreis Sächsische Schweiz-Osterzgebirge | Ortslisten    | 280     | ?        | 139     | 419     |
| Vogtlandkreis                    | Vogtlandkreis                              | Ortslisten    | 140     | ?        | 148     | 288     |
| Zwickau                          | Landkreis Zwickau                          | Ortslisten    | 134     | ?        | 140     | 274     |
| Gesamtanzahl:                    | Gesamtanzahl:                              | Gesamtanzahl: | ≤ 2111  | ca. 1000 | -       | -       |

Aufgrund des Bearbeitungsstands der Einzellisten können bisher noch keine vollständigen Angaben zu den Gesamtanzahlen gemacht werden.